# Капітель (літера)

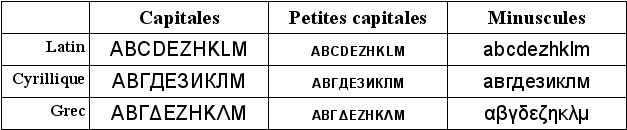
Великі, капітельні та малі літери

Капіте́ль — літера, що має накреслення великої, але за розміром дорівнює малій. Щоб підкреслити різницю між капітеллю та малими літерами, її роблять трохи вищою від малих, а напівапроші капітельних знаків збільшують.
Нерідко капітелі імітують, зменшуючи великі букви, але цього слід уникати, оскільки вони помітно відрізняються за насиченістю, контрастом і шириною.
У справжній капітелі товщина штрихів і міжсимвольні інтервали збігаються з такими в інших букв. Крім того, капітельні букви трохи вищі від малих і мають, як правило, трохи розширені пропорції.

## Застосування
Капітель застосовується в латинському наборі з часів рукописних книг.
Рекомендується використовувати капітель в таких випадках:
- в абревіатурах (замість великих букв),
- при наборі римських цифр,
- для виділення імен (у сполученні з великими буквами),
- перше слово, а іноді й весь перший рядок нової глави, щоб «ясно позначити початок глави» (Я. Чіхольд), а також, у разі застосування буквиці (ініціал), щоб «пом'якшити перехід від ініціала до малих літер» (А. Королькова),
- у п'єсах імена героїв; традиційно у вітчизняній типографіці при наборі імен застосовується розрядка малих літер, чого фахівці настійно радять не робити.

Небажано набирати капітеллю довгі (більше двох-трьох слів) фрази і речення: це погіршує читаність тексту.
З капітеллю застосовуються, як правило, мінускульні цифри [джерело не вказане 4293 дні]. Новим явищем у типографіці можна назвати капітельні цифри. Наприклад, вони є в шрифті Constantia (розробник — Джон Хадсон), що входить в операційну систему Windows.